# Mediorhynchus empodius
Espèce
Synonymes
- Empodius empodius (Skrjabin, 1913)[2]
- Gigantorhynchus empodius Skrjabin, 1913[2]

Mediorhynchus empodius est une espèce d'acanthocéphales de la famille des Gigantorhynchidae. C'est un parasite digestif d'oiseaux paléarctiques.